# 西祖谷山村今久保
西祖谷山村今久保（にしいややまむらいまくぼ）は、徳島県三好市の町名。郵便番号は778-0102。

## 地理
三好市の中央部に位置。東は西祖谷山村中尾、西は西祖谷山村重末、南は西祖谷山村有瀬、北は祖谷川を挟んで西祖谷山村善徳とそれぞれ接する。北東端と接している西祖谷山村善徳には祖谷のかずら橋周辺となっており、観光客が非常に多い。

### 河川
- 祖谷川

### 小字
- 重末蔭

## 歴史
- 2006年（平成18年）3月1日 - 三好郡西祖谷山村が三野町・池田町・山城町・井川町・東祖谷山村と合併して三好市が発足し、現在の町名となる。

## 世帯数と人口
2021年（令和3年）12月31日現在の世帯数と人口は以下の通りである。
| 町丁             | 世帯数 | 人口 |
| ---------------- | ------ | ---- |
| 西祖谷山村今久保 | 19世帯 | 36人 |

## 小・中学校の学区
市立小・中学校に通う場合、学区は以下の通りとなる。
| 番地 | 小学校             | 中学校               |
| ---- | ------------------ | -------------------- |
| 全域 | 三好市立檪生小学校 | 三好市立西祖谷中学校 |

## 施設
- かずら橋夢舞台
- WAKUWAKUHOUSE MATBA
- 秘境祖谷大橋 - 徳島県道32号山城東祖谷山線。

## 交通

### 鉄道
- 最寄駅はJR土讃線の大歩危駅。

### 道路
都道府県道
- 徳島県道32号山城東祖谷山線